# Georges Tartary
Georges Tartary (1867–1938) war ein französischer Ingenieur und Erfinder. Der Fachmann für Schienenverkehr auf Nebenstrecken gilt als einer der „Väter“ des Schienenbusses.

## Geschichte
Tartary war Verwalter der Bahngesellschaft Compagnie des Tramways des Deux-Sèvres (T.D.S.), Mitglied des Verwaltungsrats mehrerer französischer Nebenbahnen wie der Tramways de l’Indre (T.I.), der Chemins de fer départementaux de l’Aube und des Chemin de fer du Blanc-Argent (B.A.), sowie beratender Ingenieur der Compagnie des chemins de fer du Sud de l’Aisne (C.S.A). Er befasste sich mit dem Problem, die hohen Betriebskosten des Verkehrs mit von Dampflokomotiven gezogenen Personenzügen zu reduzieren. Nach dem Ersten Weltkrieg erwarb er 1919 zwanzig ehemalige Krankentransportbusse der United States Army und ließ sie im T.D.S.-Betriebswerk in Parthenay zu meterspurigen Schienenfahrzeugen umbauen. Sie erhielten einen neuen Wagenkasten und eine von ihm entwickelte patentierte, selbst-spurhaltende Vorderachse. Zunächst mit einem mitgeführten gebogenen Gleis, dessen Elemente an seinen Längsseiten angebracht waren, später mit einer unter dem Wagenboden angebrachten Hebe- und Drehvorrichtung, konnte das Einrichtungsfahrzeug auch außerhalb fest installierter Drehscheiben die Fahrtrichtung wechseln.
Am 26. November 1921 testete Tartary erfolgreich ein solches Fahrzeug zwischen Romorantin und Valençay auf der Strecke des B.A., wo es mit der erstaunlichen Geschwindigkeit von 44 km/h verkehrte. Ab 1922 wurden Tartary-Schienenbusse auf dem Netz der C.S.A. eingesetzt, 1923/24 liefen dort drei Fahrzeuge des Typs Ai, die ggf. einen einachsigen Beiwagen zogen. Auch bei weiteren französischen Bahngesellschaften waren Tartary-Fahrzeuge im Einsatz:
- Tramways des Deux-Sèvres: A, Ai und B
- Tramways de l’Indre: Ai
- Tramways de la Corrèze: A
- Tramways de l’Aube: A
- CFD de l’Aisne: A, Ai, B
- SE Réseau de l’Anjou: B (1939 gebraucht erworben)
- Régie Départementale d’Aunis et Saintonge: Ai (1929 gebraucht erworben)

Tartary war mit Jeanne Tartary (geb. Herbin; 1876–1965) verheiratet. Mit ihr hatte er die Töchter Suzanne (1900–1990) und Madeleine (1903–1955).

## Fahrzeuge
Alle Tartary-Triebwagen waren zweiachsige Einrichtungsfahrzeuge. Bei den Bauarten A und Ai waren die Motoren außerhalb des Fahrgastraums vor dem Führerstand untergebracht, beim Typ B bereits im Innenraum. Die anfangs gefertigte Bauart A wies 16 Sitzplätze auf, die zehn Fahrzeuge des verlängerten Typs Ai, für den auch einachsige Beiwagen gebaut wurden, 24 Sitzplätze. Mehrere Fahrzeuge der A-Bauarten wurden später dem Typ B (mit rechteckigem Grundriss) entsprechend umgebaut.
- Typ A: 16 Sitzplätze, Achsstand 3,20 m[4]
- Typ Ai: 24 Sitz- und 8 Stehplätze; Länge 7,75 m, Achsstand 4,25 m, Breite 1,80 m, Höhe 2,62 m, Leergewicht 2,5 t, Leistung 18 PS, Geschwindigkeit 35–40 km/h, dazu ein einachsiger, 0,7 t schwerer Beiwagen. Der Fahrer saß, abgetrennt vom Fahrgastraum, auf der rechten Fahrzeugseite, links von ihm waren zwei Sitzbänke installiert. Der Zustieg der Fahrgäste erfolgte über beidseitige, einflügelige Türen am Heck des Fahrzeugs.
- Typ B: rechteckiger Wagenkasten, Motor im Innenraum, für Beiwagenbetrieb geeignet

1934 erhielten einige der Triebwagen bei den Firmen Tirbois in Niort und Heuliez in Cerizay neue, den damaligen Omnibussen ähnliche „stromlinienförmige“ Karosserien. 1936 kaufte Tartary von den Tramways de l’Aube den Triebwagen 4 des Typs A zurück und baute ihn für die T.D.S. zu einem fensterlosen, klimatisierten Viehtransportwagen um. Da die verängstigten Tiere sich aber im weit überhängenden Heck sammelten, neigte das Fahrzeug aufgrund des entstandenen Ungleichgewichts zum Entgleisen. 1939 wurde es an die SE Réseau de l’Anjou verkauft, dort aber nur selten eingesetzt.

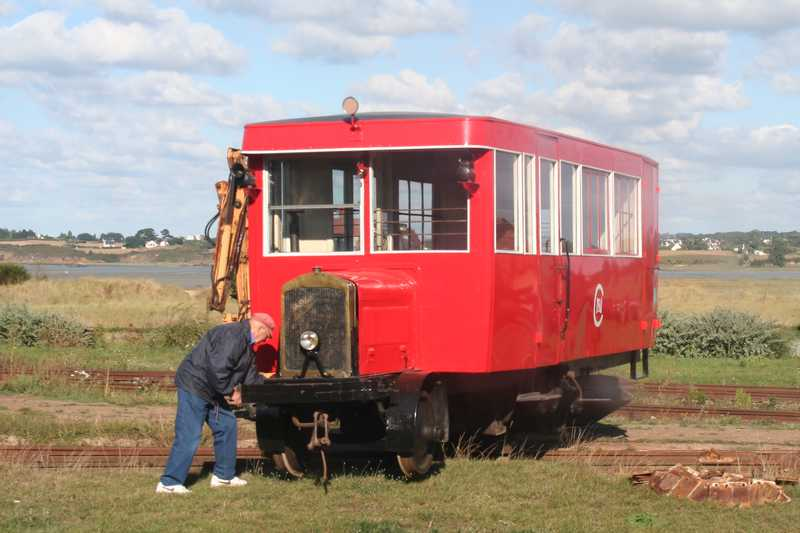
De Dion-Bouton Schienenbus der Bauart JM4 beim Wenden mittels der von Georges Tartary entwickelten und patentierten Hebe-/Drehvorrichtung

De Dion-Bouton baute ab ca. 1923 ebenfalls Schienenbusse, wobei auf Tartarys Patent für die unter dem Wagenboden angebrachte Hebe-/Drehvorrichtung zurückgegriffen wurde. Auch die Firma SCF Verney ließ sich unmittelbar von Tartarys Arbeiten inspirieren. Beide Unternehmen fassten erfolgreich im Triebwagenbau Fuß, während Tartary auf den Typ B keine weiteren Fahrzeuge mehr folgen ließ.